# Lucinoma anemiophila
Lucinoma anemiophila is een tweekleppigensoort uit de familie van de Lucinidae. De wetenschappelijke naam van de soort is voor het eerst geldig gepubliceerd in 2005 door Holmes, Oliver & Sellanes.